# Сообщение
Сообще́ние — наименьший элемент языка, имеющий идею или смысл, пригодный для общения.
«сообщение представляет собой дискретную или непрерывную последовательность измеримых событий, распределённых во времени, т. е. в точности то, что статистики называют временным рядом»
Также, форма предоставления информации, совокупность знаков или первичных сигналов, содержащих информацию. Обычно сообщение передаётся в виде предложения или условного знака. Является одним из основных понятий кибернетики.
В информатике — форма представления информации, имеющая признаки начала и конца, предназначенная для передачи через среду связи. 
В объектно-ориентированном программировании — средство взаимодействия объектов, где передача сообщения объекту — процесс вызова метода этого объекта с содержимым сообщения (необходимыми параметрами) или без такового (параметры по умолчанию) при условии, что он готов его принять (вызываемый метод является открытым).
В информационной безопасности и защите информации — данные, передаваемые по каналу связи с использованием различного вида сигналов.
Конкретная форма сообщения называется представлением. Одно и то же сообщение может быть представлено различными способами. Переход от представления к значению сообщения называется интерпретацией.

## Жизненный цикл
Жизненный цикл сообщения выглядит следующим образом:
- Отправитель кодирует идею или мысль в сообщение,
- передаёт сообщение через среду общения получателю.
- Получатель получает сообщение и декодирует смысл.

## Типы сообщений
Типы сообщений:
- запрос/вопрос
- ответ
- команда
- повествование
- уведомление
- предложение
- депеша
- новости

### Книги
1. ↑  Винер Н. Кибернетика, или управление и связь в животном и машине. — 2-е изд.. — М.: Советское радио, 1968. — 328 с.